# Phúc âm toàn vẹn

Huy hiệu của Hội Thánh Tin Lành Việt Nam.

Phúc âm toàn vẹn (chữ Anh: Full Gospel hoặc Fourfold Gospel), hoặc gọi Tin Lành toàn vẹn, Tứ trùng Phúc âm, là một giáo lí thần học Tin Lành, miêu tả bốn phương diện cốt lõi của Tin Lành: Cứu chuộc, nên Thánh, chữa lành và Đấng Christ tái lâm. Phúc âm thuần tuý bắt nguồn từ phong trào Thánh khiết, thần học Arminian của John Wesley, trong thời kì Nội chiến Hoa Kỳ, đặc biệt gắn liền với A. B. Simpson, nhà sáng lập của Hội Cơ Đốc giáo và Truyền đạo. Thuật ngữ "Tin Lành toàn vẹn" xuất phát từ sách Rô-ma 15:18-19 trong Kinh Thánh:
Vì tôi chẳng dám nói những sự khác hơn sự mà Đấng Christ cậy tôi làm ra để khiến dân ngoại vâng phục Ngài, bởi lời nói và bởi việc làm, bởi quyền phép của dấu kì phép lạ, bởi quyền phép của Thánh Linh Đức Chúa Trời. Ấy là từ thành Giê-ru-sa-lem và các miền xung quanh cho đến xứ I-ly-ri, tôi đã đem đạo Tin Lành của Đấng Christ đi khắp chốn. — Sách Rô-ma 15:18-19

## Lịch sử và cách sử dụng

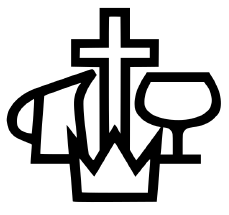
Huy hiệu của Hội Cơ Đốc giáo và Truyền đạo tượng trưng cho bốn phương diện của Tin Lành.

Thuật ngữ này bắt nguồn từ năm 1887, thông qua loạt bài giảng mang tên "Tứ trùng Phúc âm" của mục sư người Canada A. B. Simpson, người sáng lập Hội Cơ Đốc giáo và Truyền đạo - một hệ phái Cơ Đốc giáo giảng dạy theo thần học Keswick. Theo ông, khái niệm này đại diện cho bốn phương diện trong Thánh chức của Chúa Giê-xu: Đấng Cứu chuộc, đấng Thánh, đấng Chữa Lành và là Vua tái lâm.

Huy hiệu của Hội Thánh Tin Lành Foursquare Quốc tế cũng thể hiện bốn phương diện của Tin Lành.

Vào tháng 10 năm 1922, nhà truyền bá Tin Lành người Canada Aimee Semple McPherson, người sáng lập Hội Thánh Tin Lành Foursquare Quốc tế, đã sử dụng thuật ngữ "Tứ trùng Phúc âm" trong một bài giảng tại Oakland, California, và khẳng định đó sẽ là trọng tâm trong các bài giảng của bà. Theo bà, khái niệm đó đại diện cho bốn phương diện trong Thánh chức vụ của Chúa Giê-xu: Đấng Cứu chuộc, đấng Làm Báp-têm bằng Thánh Linh, đấng Chữa lành và là Vua tái lâm. Nhiều hệ phái Ngũ tuần khác cũng chịu ảnh hưởng từ giáo lí đó, đôi khi được gọi chung là "Tin Lành toàn vẹn". Một số hệ phái Ngũ tuần đã phát triển thêm giáo lí, đặc biệt là dưới hình thức năm phương diện: Cứu chuộc, nên Thánh, báp-têm của Thánh Linh, chữa lành và Vương quốc Đấng Christ tái lâm.
Hội Thánh Missionary, một hệ phái Anabaptist chịu ảnh hưởng từ chủ nghĩa Kiền kính Triệt để và thần học Wesley, cũng cam kết với giáo lí Tứ trùng Phúc âm của A. B. Simpson về Chúa Giê-xu: Đấng Cứu chuộc, đấng Thánh, đấng Chữa lành và Vua tái lâm. Ở Việt Nam, Hội Thánh Phúc Âm Toàn Vẹn Việt Nam có trụ sở chính tại 328 Hồng Lạc, Phường 14, Quận Tân Bình, TP.HCM, và là một trong những Hội thánh Tin Lành phát triển tại Việt Nam. Hội thánh này được thành lập bởi những Cơ Đốc nhân Việt Nam và đã được Nhà nước Việt Nam công nhận là tổ chức tôn giáo vào ngày 18 tháng 12 năm 2023. Từ "toàn vẹn" trong tên Hội thánh này, phản ánh giáo lý Phúc âm Toàn vẹn ("Full Gospel") mà họ đeo đuổi, bao gồm các khía cạnh cứu chuộc, thánh hóa, chữa lành và tái lâm của Chúa Giê-su.

## Ý nghĩa
Chúng tôi tin chắc rằng toàn bộ Kinh Thánh đều được Đức Chúa Trời cảm thúc qua Đức Thánh Linh (II Ti-mô-thê 3:16), là chuẩn tắc tối cao cho đức tin và đời sống của Cơ Đốc nhân. Huy hiệu của Hội Thánh được thiết kế gồm thập tự giá, chậu rửa, bình dầu và quan miện, thể hiện tính toàn bị của Tin Lành.

### Thập tự giá – Chúa Giê-xu là Đấng Cứu chuộc
Thập tự giá tượng trưng cho sự hi sinh của Chúa Giê-xu, Đấng đã chịu đóng đinh để cứu chuộc tội lỗi của toàn nhân loại, hầu cho hễ ai tin Con ấy không bị hư mất mà được sự sống đời đời (Tin lành Giăng 3:16).
Đó là phước lành đầu tiên của Tin Lành Đấng Christ dành cho tội nhân: thông qua đức tin nơi Chúa Giê-xu, họ được tha thứ, xưng công chính và hưởng ân điển sự sống đời đời.
Hiện nay, có rất nhiều người tìm cách bác bỏ giáo lí về sự chuộc tội của Đấng Christ, đồng thời phủ định tính nghiêm trọng của tội lỗi. Theo quan điểm của họ, tội lỗi không phải là một chứng bệnh không thể chữa trị, và do đó không cần đến phương pháp cứu chuộc từ Đức Chúa Trời. Tuy nhiên, thực tế xã hội cho thấy rằng sự suy thoái trong các tiêu chuẩn đạo đức luôn dẫn đến những quan niệm mơ hồ và lỏng lẻo về chân lí của sự chuộc tội.
Lời Chúa đã khẳng định rõ ràng rằng tội lỗi không chỉ là một sự cố bất hạnh xảy ra ngẫu nhiên, hay một điểm yếu trong tính cách, hoặc một vấn đề phát sinh từ di truyền và môi trường phức tạp. Thay vào đó, tội lỗi là một hành vi cố ý chống nghịch, một thái độ đối đầu với Đức Chúa Trời, là biểu hiện tự nhiên của bản tính hư hoại, đã chết vì lầm lỗi và tội ác mình (Ê-phê-sô 2:1). Sự cải thiện tự thân hay bất kì liệu pháp nào cũng không có khả năng giải quyết vấn đề tội lỗi. Chỉ có ân điển và quyền năng vô hạn từ Đức Chúa Trời mới có thể chữa lành và giải quyết triệt để tội lỗi.
Chúng ta tin rằng Chúa Jesus Christ, như Kinh Thánh ghi chép, đã hi sinh mạng sống của Ngài để chuộc tội cho chúng ta. Những đau khổ mà Ngài phải chịu mang tính thay thế, nghĩa là “Đấng công chính thay cho kẻ bất chính” (I Phi-e-rơ 3:18). Ngài đã hiến dâng mạng sống làm giá chuộc cho chúng ta, nhờ huyết báu của Ngài mà chúng ta được cứu. Chúng ta được tuyên xưng là công chính nhờ sự chết và sự phục sinh của Ngài, và nhờ danh Ngài mà được Chúa Cha yêu thương và đón nhận.
Chúng ta cũng tin rằng khi một tội nhân tin vào Tin Lành và tiếp nhận Chúa Giê-xu làm Đấng Cứu chuộc, thì tội lỗi của người ấy lập tức được tha thứ. Tâm hồn họ được tái sinh ngay tức khắc, trở thành con cái của Đức Chúa Trời, và tương lai sẽ được thừa hưởng vinh quang đời đời. Họ cũng “được bước vào trong ân điển bởi đức tin” để hưởng mọi đặc quyền trong gia đình của Chúa Cha (Rô-ma 5:1-2).

### Chậu rửa – Chúa Giê-xu là Đấng khiến chúng ta nên Thánh
Chậu rửa tượng trưng cho ân điển của Đức Chúa Trời, Đấng khiến chúng ta nên Thánh, giúp chúng ta được thanh tẩy mỗi ngày và sống một đời sống thánh khiết, chiến thắng tội lỗi.
Nhiều người không thích thuật ngữ "nên Thánh" vì trong tâm trí họ, từ này từng bị liên hệ với những tư tưởng cực đoan. Nó đôi khi bị đánh đồng với lòng tự mãn giả dối và sự đạo đức giả. Vì thế, Satan đã dựng lên những rào cản tâm lí ở hai bên đường dẫn đến thánh hoá nhằm ngăn cản con cái Chúa, làm họ mất đi những phước lành mà đáng lẽ họ được hưởng.
Chúa Giê-xu ngự trị trong tâm hồn chúng ta, làm chủ hành động của chúng ta, để chúng ta ngày càng trở nên giống Ngài hơn. Điều này không dẫn đến sự kiêu ngạo tự mãn, vì để đạt đến trải nghiệm thánh hoá, chúng ta phải khiêm nhường nhận ra sự bất toàn của mình. Lìa bỏ Chúa Giê-xu, chúng ta không thể tự mình thánh hoá được.
Nên Thánh là một cuộc sống đơn thuần dựa vào đức tin, một sự trông cậy nơi Đấng Christ từng giây phút. Để bước vào phước lành phong phú này, cần hai bước cơ bản: hoàn toàn thuận phục và tin cậy đơn thuần để đón nhận Đấng Christ. Bí quyết của sự nên Thánh là sống trong Ngài qua hai điều kiện đó. Như sứ đồ Phao-lô đã nói: "Vậy, anh em đã tiếp nhận Đấng Christ Jesus là Chúa thể nào thì hãy bước đi trong Ngài thể ấy" (Cô-lô-se 2:6).
Thiên Chúa thực hiện công việc Thánh hoá qua Đức Thánh Linh. Công việc của Đức Thánh Linh là khải minh Chúa Giê-xu cho chúng ta, giúp chúng ta nhận ra rằng Ngài có khả năng Thánh hoá chúng ta, và cung cấp mọi nhu cầu cho đời sống thuộc linh của chúng ta thông qua Đức Thánh Linh. Về mặt thời gian, báp-têm của Thánh Linh và kinh nghiệm hiệp nhất giữa chúng ta với Đấng Christ để được Thánh hoá, xảy ra đồng thời. Chúa Thánh Linh không bao giờ hành động độc lập khỏi Chúa Giê-xu, mà Ngài luôn khải minh đầy đủ bản tính của Đấng Christ cho chúng ta.
Kinh nghiệm nên Thánh là một bước ngoặt rõ ràng và xác định trong hành trình đức tin của mỗi người. Đây không phải là một trạng thái mà người tín hữu có thể tự mình dần dần đạt được qua sự trưởng thành, mà là một trải nghiệm có được qua sự hiệp nhất với Đấng Christ: "Vì nhờ Ngài mà anh em được ở trong Đấng Christ Jesus, Đấng mà Đức Chúa Trời đã làm nên sự khôn ngoan, công chính, thánh khiết và sự cứu chuộc cho chúng ta" (I Cô-rinh-tô 1:30)

### Bình dầu – Chúa Giê-xu là Đấng Chữa lành
Bình dầu tượng trưng cho đầy dẫy Thánh Linh và được chữa lành trọn vẹn cả thuộc thể lẫn thuộc linh. Mặc dù khoa học hiện đại đã đạt được nhiều bước tiến đáng kể, không thể phủ nhận rằng tín hữu vẫn cần học hỏi một giáo lí đơn giản trong Kinh Thánh: Đấng Christ chữa lành thân xác.
Về vấn đề này, điều chúng ta tin tưởng không giống như những quan điểm sai lầm của một số người giả danh khoa học hoặc lợi dụng danh nghĩa "lòng tin để chữa bệnh." Chúng ta tin rằng sự chữa lành từ Đấng Christ được tiếp nhận qua đức tin đơn thuần. Đây không phải là đặc quyền của những người tự xưng là chuyên gia làm phép lạ hay các thương nhân thuộc linh. Nếu bạn thấy ai đó biến ân điển của Đức Chúa Trời thành một phương tiện kiếm lợi, tốt nhất bạn nên tránh xa một chút, hãy cẩn thận và nhớ lại câu chuyện về Si-môn trong sách Công vụ các Sứ đồ chương 8.
Chúng ta tin rằng, cách đơn giản, Chúa Giê-xu đã chuẩn bị sẵn sức mạnh và sự chữa lành thể xác cho những người con vâng phục và tin cậy Ngài. Phước lành đó phong phú không kém những ơn lành thuộc linh mà Ngài đã chuẩn bị trong Tin Lành. Như lời Kinh Thánh nói: "Chính Ngài đã mang lấy tật nguyền của chúng ta" (Tin lành Ma-thi-ơ 8:17). Ngày nay, chúng ta vẫn có thể, qua đức tin, nhận lấy sức khoẻ và sức mạnh từ sự sống phục sinh của Đấng Christ, cho đến khi hoàn thành sứ mệnh trong đời.
Chúng ta không cần bất kì ai làm trung gian, vì duy chỉ Đấng Christ chính là thầy tế lễ thượng phẩm vĩ đại của chúng ta. Ngài thấu hiểu những yếu đuối của chúng ta, ngày nay Ngài vẫn giống như ngày xưa: "Những ai đã chạm đến Ngài đều được lành bệnh" (Tin lành Mác 6:56).
Để nhận lãnh phúc lành này, cần ba điều kiện:
1. Hoàn toàn hàng phục Đấng Christ, sẵn lòng dùng sự sống và sức khoẻ nhận được từ Ngài để tôn vinh và phục vụ Ngài.
2. Tin tưởng chắc chắn, không gì lay chuyển vào những lời hứa của Ngài.
3. Sống trong Ngài, luôn luôn dựa vào Ngài để nhận lấy sức mạnh cần thiết cho thân xác.

### Vương miện – Chúa Giê-xu là Vua tái lâm
Quan miện tượng trưng cho sự tái lâm vinh hiển của Chúa, nhấn mạnh rằng Chúa sẽ trở lại. Do đó, chúng ta cần thực hiện Đại Mệnh lệnh, hết sức dấn thân hầu việc Chúa, đưa nhiều người về với Ngài, và trong tương lai sẽ nhận được mão triều vinh quang từ Chúa như phần thưởng.
Về giáo lí liên quan đến sự tái lâm của Chúa, đã từng xảy rất nhiều sự giảng dạy sai lầm và tưởng tượng lệch lạc, khiến nhiều người bị mê hoặc bởi những lí thuyết giả dối của Satan, từ đó từ bỏ việc nghiên cứu các lời dự ngôn và đánh mất niềm hi vọng vào sự tái lâm của Chúa.
Chúng ta không thể xác định chính xác ngày giờ Chúa Giê-xu sẽ trở lại, vì đó là điều chỉ một mình Đức Chúa Cha biết. Tuy nhiên, chúng ta có thể khái quát thời gian dựa trên sự ứng nghiệm của các lời dự ngôn trong Kinh Thánh. Với lòng khiêm nhường sâu sắc nhất, chúng ta phải luôn sẵn sàng chờ đợi sự tái lâm của Ngài.
Quan trọng nhất, chúng ta tin rằng Chúa Giê-xu sẽ đích thân giáng trần. Sự tái lâm của Ngài không phải chỉ là một sự hiện diện tinh thần, hoặc là một sự gặp gỡ khi chúng ta qua đời, hoặc là một trải nghiệm sâu sắc hơn về công việc của Thánh Linh, hay sự lan tỏa toàn cầu của Phúc âm. Thay vào đó, sự tái lâm của Ngài là sự xuất hiện hữu hình và thực sự của Chúa trên đất, giống như cách Ngài đã thăng thiên. Ngài không tái lâm sau thiên niên kỉ, mà sẽ thiết lập một vương quốc vinh hiển, công chính và hoà bình ngay trong lần tái lâm của Ngài.
Chúng ta cần tỉnh thức chờ đợi sự tái lâm của Chúa và khát khao sự hiện diện của Ngài, để sống dưới quyền trị vì của Ngài.
Niềm hi vọng phước lành này là một động lực mạnh mẽ về phương diện thuộc linh, giúp chúng ta sống đời sống thánh khiết và cảnh tỉnh, tận tuỵ đưa Tin Lành lan toả khắp thế gian. Như lời Kinh Thánh đã chép: “Tin Lành về vương quốc Đức Chúa Trời sẽ được rao giảng khắp đất để làm chứng cho muôn dân; bấy giờ, sự cuối cùng sẽ đến” (Tin lành Ma-thi-ơ 24:14).
Bốn phương diện nêu trên được trích từ tác phẩm" Tứ trùng Phúc âm" của tiến sĩ truyền giáo A. B. Simpson, đủ để giải thích đức tin và mục tiêu của Hội Cơ Đốc giáo và Truyền đạo. Ngày nay, Hội Thánh cần một Tin Lành toàn vẹn như thế. Nó giải phóng chúng ta khỏi những niềm tin sai lầm và sự thất bại thuộc linh, đồng thời khơi dậy trong chúng ta đức tin, hi vọng và tình yêu thương. Hãy để chúng ta không chỉ tiếp nhận, mà còn truyền bá Tin Lành này đến mọi người xung quanh, chỉ rõ rằng đó chính là giải pháp toàn diện mà cá nhân và toàn thế giới cần.